# Iuridicum Remedium
Iuridicum Remedium, z. s.  (IuRe) je česká nevládní nezisková organizace založená v roce 2001 původně jako dobrovolná iniciativa studentů a studentek pražské právnické fakulty. Název znamená latinsky „právní lék“. Organizace každoročně organizuje Ceny Velkého bratra.

## Činnost
V programu Právní pomoc pomáhá tato organizace zajistit bezplatnou právní pomoc lidem zejména ve věci dluhů a exekucí. V programu Digitální svobody se pak věnuje právu na soukromí, ale i právu na analog či digitálnímu vyloučení.
Organizace je známá zejména organizováním Cen Velkého bratra, ve kterých upozorňuje na případy narušování soukromí. Dlouhodobě se věnuje problematice data retention či kamerovým systémům a masovému sledování.

### Vybrané úspěchy
V roce 2009 dal organizaci za pravdu Městský soud v Praze, když rozhodl, že zákaz karnevalu Freedom Not Fear s kritickým postojem k politice magistrátu v předchozím roce byl nezákonný.
Na konci roku 2022 upozornila organizace na rizika spojená s povinným zakládáním datových schránek. Na základě jejího dopisu bylo upuštěno od plánu zakládání schránek i nepodnikajícím osobám.
V roce 2023 zveřejnila organizace středometrážní snímek Digitální disidenti, který se věnuje digitálnímu vyloučení a právu na analog; v dokumentu vystupuje například Ondřej Kobza.
V červenci 2023 zveřejnila organizace jako první informace potvrzující, že česká policie využívá analytický nástroj na rozpoznávání tváří.
Jako jediná organizace z Česka je IuRe součástí celoevropské sítě EDRi.